# Erioptera (Erioptera) lutea
Erioptera (Erioptera) lutea is een tweevleugelige uit de familie steltmuggen (Limoniidae). De soort komt voor in het Palearctisch gebied.